# Structurae
Structurae ist eine privat geführte Online-Datenbank, in der die Daten von Ingenieurbauwerken aller Art, wie Brücken, Hochhäusern, Sendemasten und Türmen abgespeichert sind. Sie wurde 1998 vom deutsch-französischen Bauingenieur und Brückenplaner Nicolas Janberg (* 1973) gegründet, der zuvor als Assistent am Fachbereich Civil Engineering der Princeton University für einen dort unterrichteten Kurs ein ähnliches Projekt erstellt hatte.
Die Datenbank basiert im Aufbau und in der Strukturierung der Daten auf dem Architekturprojekt archINFORM, das als Pionierprojekt in der Erfassung und Abbildung gebäudebezogener Daten gilt. Sie läuft unter ColdFusion, während die Inhalte in einer MySQL-Datenbank abgelegt werden.
Die Website hatte laut Eigenangaben 2012 über eine Million Zugriffe pro Monat. Sie ist dreisprachig (deutsch, englisch, französisch) und finanziert sich durch Werbebanner sowie kostenpflichtige Premium-Einträge für Unternehmen.
Vom 15. März 2012 bis zum 30. April 2015 gehörte Structurae dem Verlag Ernst & Sohn, wobei Janberg weiterhin als Chefredakteur für das Projekt tätig war. Zum 1. Mai 2015 kaufte Janberg das Projekt vom Verlag zurück, um „wieder selbständig damit arbeiten zu können.“